# Danieli (cognome)
Danieli è un cognome di lingua italiana.

## Varianti
Dainelli, Danelin, Danelli, Danelon, Danelot, Danelutti, Dani, Daniel, Daniele, Danieletti, Danielin, Danielis, Danielli, Daniello, Danielut.

## Origine e diffusione
Il cognome è tipicamente panitaliano, con prevalenza in Italia settentrionale.
Potrebbe derivare dal prenome Daniele.
Le varianti Daniel e Danielli sono settentrionali; Dani è toscano; Daniele è meridionale; Danielin e Danielut sono veneti.

## Persone
- Franco Danieli (1956) – politico italiano
- Gian Antonio Danieli (1942) – professore universitario, biologo e genetista italiano
- Irlando Danieli (1944) – compositore, librettista, scrittore e docente italiano